# Albaniens socialdemokratiska parti
Albaniens socialdemokratiska parti (albanska Partia Socialdemokrate e Shqipërisë, förkortat PSD) är ett socialdemokratiskt parti i Albanien. Partiet grundades av Skënder Gjinushi som var länge var dess partiledare och utbildningsminister mellan åren 1987 och 1991 samt talman i Albaniens parlament mellan 1997 och 2001. Partiet fick i det senaste parlamentsvalet 0,95 procent av rösterna vilket gav ett mandat av 140 i parlamentet. Partiet representerades därför i parlamentet för första gången sedan valet 2005. Partiet har ofta varit stödparti till det större Albaniens socialistparti (PS) som styrt landet i perioder sedan 1990-talet. 

## Historia
Partiet bildades 22 april 1991. 1992 deltog partiet i sitt första parlamentsval där man vann 7 mandat i parlamentet. Man ställde inte upp i valet 1996, utan året därpå i koalition tillsammans med Albaniens socialistparti där man fick sitt hittills bästa resultat med drygt 18% av rösterna. Efter valet utsågs partiets ledare, Skënder Gjinushi, till talman i parlamentet. 
I valet 2001 backade partiet till fyra mandat. Fyra år senare ökade partiet på nytt och fick sju mandat. I 2009 års parlamentsval var partiet en del av koalitionen Allians för förändring men fick bara knappt 1,8 procent av rösterna och tappade samtliga mandat i parlamentet. År 2013 var man en del av det större socialistpartiets koalition, men lyckades inte samla tillräckligt med stöd för mandat i parlamentet. I valet 2017 lyckades partiet återigen ta plats i riksdagen efter att ha vunnit ett mandat i Shkodras valkrets, där partiet traditionellt haft starkt stöd.

## Valresultat
| Val  | Röster  | %     | Mandat  | +/- | Plats | Makthavande |
| ---- | ------- | ----- | ------- | --- | ----- | ----------- |
| 1992 | 73,820  | 4%    | 7 / 140 | ▬   | ▬ 3:e | Opposition  |
| 1997 | 245,181 | 18,7% | 9 / 155 | ▲ 2 | ▬ 3:a | Stödparti   |
| 2001 | 48,911  | 3,7%  | 4 / 140 | ▼ 5 | ▼ 4:e | Stödparti   |
| 2005 | 174,103 | 12,7% | 7 / 140 | ▲ 3 | ▬ 4:e | Opposition  |
| 2009 | 26,700  | 1,76% | 0 / 140 | ▼ 7 | ▼ 5:a | Opposition  |
| 2013 | 10,220  | 0,59% | 0 / 140 | ▬ 0 | ▼ 9:a | Stödparti   |
| 2017 | 14,985  | 0,95% | 1 / 140 | ▲ 1 | ▲ 6:a | Stödparti   |